# Flughafen Lien Khuong

i8
i11
i13
Der Flughafen Liên Khương (vietnamesisch Sân bay Liên Khương, IATA-Code: DLI, ICAO-Code: VVDL) liegt bei Da Lat, Lâm Đồng, Tây Nguyên, Süd-Vietnam. Der Bau des neuen Terminals wurde im Dezember 2009 abgeschlossen. Dieser Flughafen kann bis zu 2 Millionen Passagiere pro Jahr aufnehmen.

## Fluglinien und Ziele
Bis März 2014 gibt es nur inländische Flüge. Der Inhaber dieser Flughäfen plant mehr Inlandsrouten (Can Tho) und internationale Routen.

### Inland
- VietJet Air (Hanoi)
- Vietnam Airlines (Danang, Hanoi, Ho-Chi-Minh-Stadt)